# Wilhelm Kempf (Bischof)

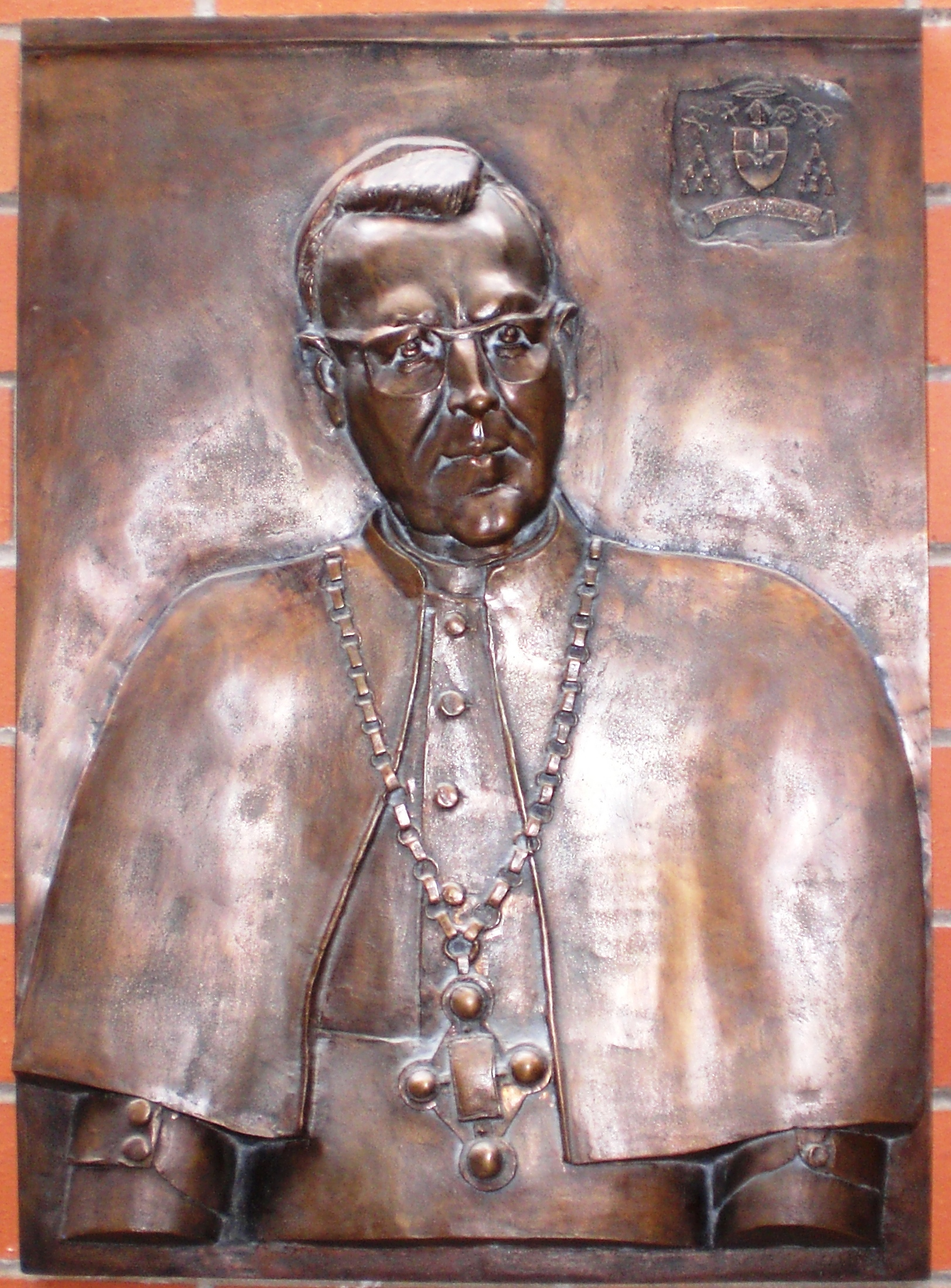
Sein Relief im Wilhelm-Kempf-Haus

Wilhelm Kempf (* 10. August 1906 in Wiesbaden; † 9. Oktober 1982 ebenda) war von 1949 bis 1981 römisch-katholischer Bischof von Limburg.

## Leben
Kempf war der älteste von vier Söhnen eines Mittelschullehrers. Er wuchs in Wiesbaden auf und promovierte 1928 im Fach Philosophie in Rom und empfing am 8. Dezember 1932 im Dom zu Limburg das Sakrament der Priesterweihe. Von 1942 bis 1949 war er Pfarrer in der Heilig Geist-Kirche im Frankfurter Stadtteil Riederwald. Am 25. Juli 1949 wurde Kempf zum Bischof von Limburg geweiht. Er war Nachfolger des tödlich verunglückten Bischofs Ferdinand Dirichs. Hauptkonsekrator Kempfs war der Erzbischof von Köln, Kardinal Joseph Frings, Mitkonsekratoren der Mainzer Bischof Albert Stohr und der US-amerikanische Bischof und spätere erste Apostolische Nuntius in der Bundesrepublik Deutschland, Aloysius Muench.
Von 1962 bis 1965 war er Teilnehmer und Sekretär des Zweiten Vatikanischen Konzils. Im Jahr 1967 gründete er die Limburger Domsingknaben.
Kempf war der erste Bischof in Deutschland, der 1969 demokratisch gewählten Gremien gerade auch der Laien mehr Einfluss in den Gemeinden und im Bistum gab. Er galt zwar als konservativ, aber auch als tolerant und gesprächsbereit gegenüber innerkirchlichen Reformbemühungen. Diese Haltung war dem Apostolischen Nuntius Corrado Bafile Anlass, den Heiligen Stuhl in Rom im Oktober 1973 insgeheim schriftlich um die „Entmachtung“ der „Progressisten“ anzugehen, die in dem Bistum eine Schlüsselstellung innehätten. Reaktionen der öffentlichen Meinung und der Presse würden nicht von Dauer sein und wären deshalb nicht zu fürchten. Kempf, dem dieses Dokument aus dem Staatssekretariat in Rom zugespielt wurde, machte das Schreiben öffentlich. Die Deutsche Bischofskonferenz und 60.000 Katholiken, die eine Unterschriftenaktion unterstützt hatten, erklärten sich mit Bischof Kempf solidarisch. Bafile kehrte 1975 in den Vatikan zurück.
Am 10. August 1981, seinem 75. Geburtstag, suchte Kempf den Heiligen Stuhl um seine Emeritierung an, wie es im kanonischen Recht vorgeschrieben ist, was gewährt wurde.
Der bedeutende Kirchenhistoriker Friedrich Kempf war ein jüngerer Bruder des Limburger Bischofs.

## Ehrungen
1973 wurde ihm das Große Verdienstkreuz der Bundesrepublik Deutschland und 1977 der Stern und 1981 das Schulterband dazu verliehen. Zum Ehrenbürger der Landeshauptstadt Wiesbaden wurde er 1976 ernannt. Die Eberhard-Karls-Universität Tübingen ernannte Kempf 1981 zum Ehrendoktor der Theologie.
Er war Ehrenbürger der in seiner Diözese liegenden Gemeinde Schloßborn im Taunus, aus der sein Vater stammte. Am 9. Oktober 1982 verstarb Wilhelm Kempf in Wiesbaden. Nach ihm ist heute das Tagungshaus des Bistums Limburg in Wiesbaden-Naurod benannt.
Kempf war Ehrenmitglied der Katholischen Studentenverbindung Staufia Frankfurt im KV.

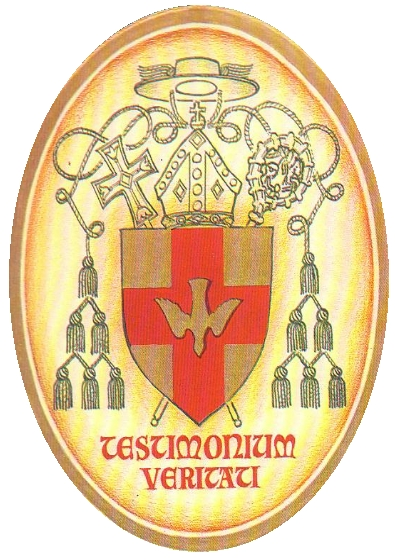
Bischofswappen

## Wappen und Wahlspruch
Der Wappenschild zeigt ein rotes Kreuz auf goldenem Grund, das Wappen des Bistums Limburg. In der Mitte eine goldene Taube, das Symbol des Heiligen Geistes. Auf dem Schild, Mitra Kreuz und Krummstab, darüber der (grüne) Galero (Bischofshut) mit den rechts und links jeweils sechs herunterhängenden (grünen) Quasten (fiocchi).
Unter dem Wappenschild sein Wahlspruch: testimonium veritati (»Der Wahrheit Zeugnis geben«).

## Werke
- Glaubensüberzeugung und Geistesfreiheit. Knecht, Frankfurt am Main 1962.
- Auf dein Wort hin. Briefe des Bischofs von Limburg an die Gemeinden des Bistums zur österlichen Bußzeit 1972-1981. Verlag des Bischöflichen Ordinariats, Limburg o. J., ISBN 3-921221-01-3.
- Für euch und für alle. Brief des Bischofs von Limburg zur Fastenzeit 1981 an die Gemeinden des Bistums, besonders an die Fernstehenden. Verlag des Bischöflichen Ordinariats, Limburg 1981, ISBN 3-921221-02-1.